# The Fall (film 2006)
The Fall è un film del 2006 diretto da Tarsem Singh, remake della pellicola bulgara del 1981 Yo ho ho di Zako Heskiya.

## Trama
Los Angeles, 1915. In un ospedale nella periferia della città è ricoverato un uomo, Roy Walker, con le gambe paralizzate a seguito di una caduta riportata sul set del primo film in cui lavorava come stuntman. Egli incontra Alessandria, una bambina di nazionalità rumena che comprende e parla (a volte con qualche difficoltà) la lingua inglese e che si è rotta il braccio raccogliendo arance, paziente anche lei nell'ospedale. Roy la affascina con una storia su Alessandro il Grande e la invita a tornare da lui il giorno seguente per ascoltare un racconto epico. Il giorno dopo, come promesso, comincia a raccontarle le vicende di cinque personaggi: l'arciere Otta Benga (un ex schiavo africano), Luigi (un esperto italiano di esplosivi), un guerriero indiano, il naturalista inglese Charles Darwin con la sua scimmietta Wallace e il "Bandito Mascherato" (o "Rosso"), i quali vogliono tutti uccidere il malvagio governatore spagnolo Odious che, in modi diversi, ha recato loro offesa personale. Essi vengono presto affiancati da un mistico, che li aiuta a realizzare il loro intento. Alessandria, frattanto, immagina i suoi amici e le persone intorno a lei comparire come protagonisti nella storia di Roy.
Con il passare dei giorni, benché la piccola e l'uomo si affezionino, si scopre che quest'ultimo ha un secondo fine: guadagnarsi la fiducia della piccola e indurla a rubare per lui della morfina dalla farmacia dell'ospedale, cosicché egli possa tentare il suicidio. Il movente è la perdita della sua amata ragazza. Ella lo ha tradito preferendogli l'attore per il quale lui faceva da controfigura nelle scene acrobatiche, anteponendo la sua notorietà all'anonimato dello stuntman. Però a causa di un fraintendimento, Alessandria gli porta solamente tre pillole della medicina. La dose è insufficiente perché egli possa darsi la morte e quindi la narrazione può continuare.
Ormai la bambina stessa comincia a collaborare al racconto, divenendone lei stessa un personaggio: mentre Roy è il Bandito, ella ne è la figlia. L'uomo la convince, in seguito, a rubare un flacone di morfina dall'armadietto di un paziente della camera e la sera stessa ne inghiotte l'intero contenuto. Il mattino dopo, però, è ancora vivo. Si rende allora conto che all'altro uomo viene somministrato del semplice zucchero con effetto placebo. La scoperta e il fallito tentativo suicida lo gettano nella disperazione. Credendo così di poter aiutare il suo amico, Alessandria si alza di nascosto di notte per sgattaiolare nella dispensa dei farmaci e rubare altra morfina. Mentre vi si reca, resta sconvolta nello scoprire che la sua infermiera preferita è amante di un medico. Prosegue tuttavia verso la dispensa, ma arrampicandovisi per prendere il barattolo, perde l'equilibrio e cadendo si ferisce alla testa.
Viene operata d'urgenza e al suo risveglio Roy è accanto a lei, su una sedia a rotelle. L'uomo le confessa il suo inganno e la incoraggia a chiedere che un altro finisca la storia, ma lei insiste per sentire la sua versione. Roy cede e comincia a raccontare, seppur con riluttanza. La ragazza del Bandito si rivela essere ancora amante e complice di Odious, e le due figure nella storia divengono le proiezioni del noto attore e dell'infermiera, così come accade similmente per gli altri personaggi. Roy fa morire gli eroi ad uno ad uno e Odious sembra trionfare incontrastato. Alessandria è disperata e cerca di intervenire per cambiare gli eventi del racconto. Ma, infine, il Bandito Mascherato e sua figlia sono gli unici rimasti che possano sconfiggere Odious. Roy non combatte più, si lascia andare, cerca di uccidere anche il proprio personaggio, ma l'affezione di Alessandria lo convince a farlo sopravvivere. La storia termina con il Bandito e la figlia che escono vincitori, il governatore è ferito a morte, e la ragazza, che torna dal Bandito nel tentativo di riavvicinarsi a lui dopo la sconfitta di Odious, è respinta definitivamente, con soddisfazione da parte di Alessandria.
Successivamente, Roy e Alessandria guardano insieme ad altri ospiti dell'ospedale la pellicola cui ha preso parte lo stesso Roy. Egli, però, scopre che il salto in cui ha rischiato la vita è stato tagliato dall'edizione finale ed è stato sostituito da quello di un altro stuntman.
Alla fine, Alessandria torna a raccogliere arance insieme alla famiglia. La sua voce fuori campo rivela che Roy si è ripreso e ha continuato la carriera come controfigura. Il film termina con una sequenza di scene d'azione tratte da diversi celebri film muti: Alessandria mostra di credere che tutti gli stuntmen in azione siano Roy.

## Produzione
Il film è stato realizzato nell'arco di quattro anni e incorpora riprese girate in 24 paesi. Il film è stato girato presso le seguenti località: il complesso Jantar Mantar di Jaipur; l'area del Sossusvlei nel deserto del Namib; l'hotel Jag Niwas sul lago Pichola di Udaipur; lo stagno all'interno dell'hotel Jag Niwas; il lago Pangong sulla catena dell'Himalaya; Buland Darwaza di Fatehpur Sikri; le abitazioni blu di Jodhpur; il Forte Mehrangarh a Jodhpur; il Campidoglio a Roma; Villa Adriana a Tivoli; Chand Baori vicino a Jaipur; il Taj Mahal ad Agra; l'isla del pescado del Salar de Uyuni; il ponte Carlo di Praga; il Palazzo Umaid Bhawan a Jodhpur.

## Colonna sonora
I titoli di testa del film sono accompagnati da una sequenza in bianco e nero, con l'allegretto della Sinfonia n. 7 di Beethoven, che ritrae la rovinosa caduta di Roy che dà nome al film.

## Distribuzione
Il film è stato proiettato in anteprima il 9 settembre 2006 al Toronto International Film Festival. In Italia è stato presentato il 14 giugno 2009 al Biografilm Festival di Bologna ed è poi uscito direttamente in DVD il 14 settembre 2010.

## Accoglienza

### Incassi
Il film ha incassato 3.669.465 dollari in tutto il mondo.

## Restauro
Nel 2023, constatata l'impossibilità di poter vedere The Fall in streaming, Tarsem Singh si è adoperato per il restauro del film in 4K.
Nel luglio 2024 MUBI ha annunciato di aver acquisito i diritti per il restauro in 4K di The Fall per Nord America, America Latina, Regno Unito, Irlanda, Germania, Austria, Svizzera, Italia, Benelux, Turchia e India, con la sua controllata The Match Factory incaricata di gestire le vendite altrove. Il film restaurato è stato presentato in anteprima al Locarno Festival 2024, mentre sarà disponibile in streaming dal 27 settembre 2024.

## Riconoscimenti
- Festival internazionale del cinema di Berlino
  - 2007 – Orso di cristallo
- Sitges - Festival internazionale del cinema fantastico della Catalogna
  - 2007 – Miglior film
- Austin Film Critics Association
  - 2008 – Miglior fotografia